# Partito Nazionale per la Solidarietà e lo Sviluppo
Il Partito Nazionale per la Solidarietà e lo Sviluppo (in francese: Parti National pour la Solidarité et le Développement) è un partito politico algerino fondato nel 1989.

## Risultati elettorali
| Elezione          | Voti    | %    | Seggi   |
| ----------------- | ------- | ---- | ------- |
| Parlamentari 1991 | 48.208  | 0,7  | 0 / 231 |
| Parlamentari 2002 | 135.646 | 1,83 | 0 / 389 |
| Parlamentari 2007 | 114.247 | 1,99 | 0 / 389 |
| Parlamentari 2012 | 114.372 | 1,50 | 4 / 462 |